# Опсада Малте
Опсаду Малте извршили су 1565. године Турци под Пијала-пашом. Витезови Хоспиталци успели су да одбију турски напад.

## Опсада
Како би заузео Малту која је била кључна за даља продирања на запад, турски султан Сулејман Величанствени упутио је 1. априла 1565. године флоту од око 160 галија разних величина под командом Пијала-паше против Малте. Малту су бранили малтешки витезови под командом Жана ла Валете. Пет дана касније, флоти су се придружили и бродови Улуџ Алија, а 2. јуна и Торгута. До 23. јуна Турци освајају већи део утврђења данашње Валете, али нису успели да скрше отпор бранилаца тврђаве Сан Анђело, чак ни онда када им је у помоћ пристигло још 27 једрењака са 2.500 људи под командом Хасан-паше, беглербега Алжира. Захваљујући неприметном искрцавању 10.000 војника на југозападној страни острва које је вицекраљ Сицилије 6. септембра упутио на 50 галија, турске снаге су, након пораза код Нотабила, напустиле опсаду.